# Bucco noanamae
Bucco noanamae, conhecido como barbudo-de-cabeça-cinzenta ou rapazinho-do-chocó (Bucco noanamae) é uma espécie de ave buconídea endêmica da Colômbia. Está em perigo devido à perda de habitat.
Habita florestas tropicais e subtropicais úmidas de baixa altitude.